# 角南篤
 角南 篤（すなみ あつし、1965年 - ）は、岡山県出身の日本の社会運動家、学者。
公益財団法人笹川平和財団理事長、政策研究大学院大学学長特別補佐・客員教授。専門は科学・産業技術政策論、公共政策論。

## 来歴
岡山県出身。1988年、ジョージタウン大学 School of Foreign Service を卒業。
1989年に、野村総合研究所政策研究部研究員となる。
1992年、アメリカ・コロンビア大学国際関係・行政大学院に入り、翌年国際関係学修士号を取得した。その後、2001年には同大学より政治学博士号（Ph.D.）を取得している。
この間、1997年にイギリス・サセックス大学科学政策研究所（SPRU）TAGSフェローとなる。
2001年より独立行政法人経済産業研究所フェローを務めた後、2003年に政策研究大学院大学助教授に就任した。2014年に教授に昇進し、学長補佐を兼務する。副学長（2016年）を経て、2019年より学長特別補佐を務める。2020年には同大学院大学 科学技術イノベーション政策研究センター長にも就任した。
学外では、2015年より2018年まで、 内閣府参与科学技術・イノベーション政策担当の職に就いた。
2022年より文部科学省日本ユネスコ国内委員会委員。
その他、文部科学省 科学技術・学術審議会委員、外務省 科学技術外交推進会議委員、内閣府総合科学技術・イノベーション会議基本計画専門調査会委員を歴任した。